# Мехтиев, Борис Мехтиевич
Борис Мехтиевич Мехтиев варианты транскрипции имени Бахыш, Бахиш (5 мая 1919 — 3 марта 1993) — подполковник Советской Армии, участник Великой Отечественной войны, заключённый ГУЛАГа, легендарный руководитель сопротивления в советских лагерях, после освобождения служил в системе МВД Азербайджанской ССР. Полковник милиции.

## Биография
Родился в семье Мехти и Зейнаб Мехтиевых в греко-азербайджанском селе Шамлуг на территории Армении. Отец был шахтёром на Шамлугском медном руднике. Свой трудовой путь Бахыш начал погонщиком рудничных лошадей. Окончил начальную греческую школу (в посёлке было много греков). В 13 лет поступил в школу в Тифлисе, где учился на русском языке, оттуда был переведён в педагогический техникум в Баку. Окончил техникум в 1937 году. По распределению был направлен учителем в Шеки. Работал директором вечерней школы, преподавал математику. Поступил в Ереванский русский пединститут на факультет языка и литературы.

### Участие в Великой Отечественной войне
Призван в Красную Армию 5 августа 1941 года в Спандаряновском РВК города Еревана. Поступил в Телавское пехотное училище, прошёл его ускоренный курс. Член ВКП(б с 1942 года.

#### На Северо-Кавказском фронте
С 1-го августа 1942 года — на Северо-Кавказском фронте. В конце 1942 — начале 1943 — старший лейтенант, заместитель командира отдельного учебного батальона по строевой части 223-й стрелковой дивизии. Участвовал в боях за станицу Стодеревскую на подступах к Моздоку. За активную разведку огневых точек противника (19 декабря 1942), двухчасовую оборону в одиночку опорного пункта (28 декабря 1942) и очередную успешную разведку в ночь с 2-го на 3 января представлен к ордену Красного Знамени, награждён медалью «За боевые заслуги».
28 января 1943 года с двумя бойцами пошёл на разведку в станицу Лабинскую, там взял в плен несколько немецких солдат и обер-лейтенанта, установил связь с партизанами, умело направил атаку батальона, в результате которой была освобождена станица и захвачен немецкий склад. 13 февраля в боях за хутор Красносельский Пластуновского района Краснодарского края «обеспечил стык» между 1037 и 1041 полками. Его учебный батальон оказался на острие контратаки противника и успешно отразил её. Когда в ходе боя с превосходящим противником был убит пулемётчик, Мехтиев сам повёл точный пулемётный огонь. За это получил первый орден Красного Знамени. 2 марта того же года был легко ранен.

#### На Юго-Западном фронте
С 20 марта 1943 года сражался на Степном фронте, с 1-го декабря того же года — на Юго-Западном фронте. К сентябрю 1943 года — капитан, начальник штаба 1041-го стрелкового полка 223-й дивизии Юго-Западного фронта. 8 сентября участвовал в отражении контратаки противника в боях за высоту 208,5, в критический момент боя, вооружившись ручным пулемётом и сплотив вокруг себя бойцов, пошёл в атаку, обеспечив провал наступления противника. 13 сентября 1943 года в бою за высоту 187,7 Мехтиев, приняв на себя командование, с группой бойцов перешёл в наступление и взял высоту. 16 сентября того же года во время боя за хутор Петровский в решающую минуту лично подтащил «артиллерию на конной тяге», первым же выстрелом которой был подбит танк, что решило исход боя. В ходе этого боя был контужен. Награждён орденом Красной Звезды.

#### На 2-м Украинском фронте
20 октября был переброшен вместе с частью на 2-й Украинский фронт. К началу ноября 1943 года — майор, по-прежнему, начальник штаба 1041 сп 223 сд. 3 ноября 1943 года во время упорных боев за высоту 135,6, через которую проходил рубеж обороны противника, взял на себя командование усиленным батальоном, внезапным умелым броском с правого фланга, с криком «ура», забрасывая противника гранатами, ворвался на высоту. Высота была взята и закреплена, захвачена радиостанция и вооружение. 5 ноября лично повёл группу автоматчиков в разведку, захватив в плен одного ефрейтора, вернулся в расположение своей части без потерь. 14—15 ноября при наступлении 2-го Украинского фронта в районе посёлка Волчанка, чётко и умело руководил работой штаба, создав условия для отличного управления боем. Представлен к ордену Отечественной войны I степени.
10 марта 1944 года Мехтиев с небольшой группой бойцов совершил обходной фланговый манёвр «Высокой могилы» около села Котовка, которую не могли взять войска Красной Армии. Пройдя в тыл противника на 3 км, неожиданно обрушился на врага и взял «Высокую могилу» с минимальными потерями, обеспечив этим прорыв обороны противника. 23 марта 1944 года при форсировании реки Южный Буг у хутора Бугский Вознесенского района Одесской области, заблаговременно нанёс на карту огневые средства противника, организовал переправу подразделений, обеспечил бесперебойную связь при управлении боем. Таким образом осуществил форсирования реки с небольшими потерями, захват и расширение плацдарма, прорыв обороны противника. Награждён вторым орденом Красного Знамени.
В мае 1944 года во время боёв за Днестр прорвался в окружение к раненому генералу В. П. Зюванову (Эйбату Эйбатову), за что был награждён генералом его собственным кортиком с надписью: «Храброму разведчику Б. Мехтиеву».

#### На3-м Украинском фронте
Командир 1041 стрелкового полка 223-й дивизии, майор. В ходе Ясско-Кишенёвской операции 20 августа 1944 года в районе отметки 124,2 южнее Танатарь уничтожил фузилёрный батальон противника. В районе южнее г. Бендеры вёл своим полком трехдневные бои без сна и отдыха, отбивая контратаки противника. С 25 августа 1944 года два дня вёл бои в окружении в районе посёлка Каракуй, уничтожив много живой силы противника взял в плен более 1000 солдат и офицеров, взято трофеев несколько тысяч автомашин, до 1000 лошадей и повозок, много оружия и боеприпасов. Освобождены крупные населённые пункты Урсоя, Танатарь, Котовское, Каракуй. Представлен к званию «Герой Советского Союза», награждён орденом Суворова III степени.
К концу сентября 1944 части 223-й стрелковой дивизии вошли в Югославию. Одна из задач, которая встала перед частью — это взятие укреплённого перекрёстка шоссейных дорог в районе села Рготина, где противник сосредоточил крупные гарнизон с большим количеством вооружения. Мехтиев сумел в ночь на 1 октября скрытно сосредоточить свои подразделения севернее села. На рассвете два батальона полка с севера и востока ворвались в Рготину, взаимодействуя с другими частями дивизии, к концу дня освободили этот важный узел дорог.
По словам писателя-фронтовика Бориса Бурлака «Мехтиева <…> на фронте называли азербайджанцем номер один — за феноменальную отвагу».
22 июля 1943 года стала выходить газета на азербайджанском языке «Советский воин». С первого номера в ней рассказывалось о доблестном солдате Борисе Мехтиеве, который смело сражался в Предкавказье и на Украине. Из номера в номер газета писала о его боевом пути: сначала Мехтиев командовал взводом, ротой, батальоном, под конец войны полком. Когда Борис Мехтиев стал офицером, газета обратилась к боевому опыту его бойцов, которые, следуя примеру командира, тоже храбро сражались.
Участник Парада Победы в Москве.
Во второй половине лета 1945 поступил в Академию им. Фрунзе по так называемому «сталинскому набору» (1200 офицеров с фронтов Великой Отечественной войны)
Сообщалось, что войну Мехтиев закончил подполковником, однако в документе о награждении медалью «За победу над Германией в Великой Отечественной войне 1941—1945 гг.» он значится майором, по-видимому, приказ о присвоении очередного звания задержался, и подполковником Мехтиев стал уже в стенах Академии им. Фрунзе.

### Заключённый ГУЛАГа

#### Арест
Дата ареста точно неизвестна, приблизительно можно датировать 1947 годом.
По сведениям «Новой газеты» арестовали Мехтиева, потому что он как-то в кругу друзей сказал, что звание генералиссимуса надо было присвоить т. Жукову, а не другому. За это он был обвинен в антисоветской агитации и осужден на 10 лет лишения свободы. Ту же причину ареста указывает сокурсник Мехтиева Пётр Горелик: «Он сказал, что звания „генералиссимус“ достоин не только товарищ Сталин, но и маршал Жуков». Версия солагерника Мехтиева Олега Боровского также не противоречит этим сведениям.
Однако другие заключённые Речлага придерживались иной версии. Так И. С. Гольц считал, что в 1945 году компания бывших фронтовиков в Академии имени Фрунзе создала подпольную группу под девизом: «Назад, к Ленину». Выпускали машинописный листок. МГБ по шрифту машинки определило машинистку, и она на первом же допросе назвала всех, чьи материалы печатала. Были арестованы 4 полковника, в том числе и Мехтиев, и два генерала, но все «втихую», чтобы не привлекать внимания.

#### Заключение
Этапирован в Речлаг.
Судя по сообщениям оперативного отдела Речлага, во время Воркутинского восстания Мехтиев находился в 5-м лаготделении, которое не бастовало:С. 508.

#### Освобождение
И. Гольц считает, что Мехтиев был освобождён из лагеря при шахте № 4 (лагерное отделение № 15 Речлага) в начале мая 1953 года. Однако Олег Боровский вспоминал, что когда зимой 1954—1955 годов его отправляли по этапу с шахты Капитальной на 29-ю шахту и он стоял у ворот новой вахты, сооружённой около лагерной тюрьмы. Неожиданно Боровский встретился с выведенным из тюрьмы на прогулку Борисом Мехтиевым, которого знал ещё по лагерю шахты № 40. «Передай там [на 29-й шахте] ребятам, что ты видел меня здесь, и чтобы они не капали на меня лишнего» — попросил Мехтиев.

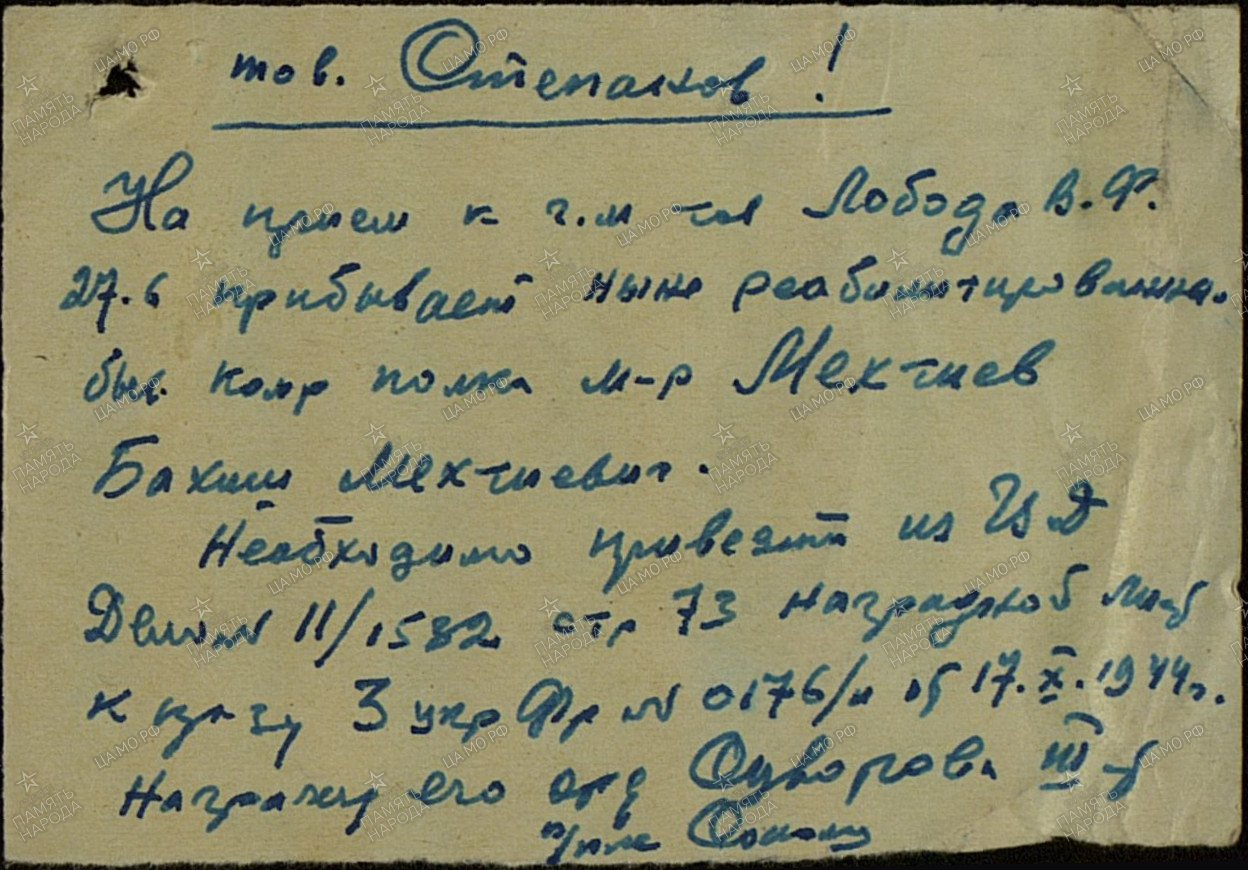
Указание о розыске документов на Орден Суворова III степени реабилитированного командира полка Б. М. Мехтиева перед приёмом его 27-го июня [1956?] у генерала-майора В. Ф. Лободы.

По записке председателя Центральной комиссии [по проверке лагерей и реабилитации] Президиума Верховного Совета СССР А. Б. Аристова в ЦК КПСС можно точно датировать, что Мехтиев был освобожден весной 1956 года. Аристов сообщал партийному руководству, что: 

«Когда Мехтиеву было объявлено решение комиссии о его реабилитации, то он долго не мог прийти в себя, рыдал как ребёнок и клялся, что у него никогда в жизни не было никаких плохих помыслов о советской власти и родной для него партии, что „врагом“ его сделали подлинные враги из банды Берия, и просил передать глубокую благодарность правительству и ЦК партии за справедливое решение по его делу».

### После освобождения
Вернувшись на родину, Мехтиев поступил на работу в милицию. Вначале служил начальником милиции в Кировобаде. Сообщалось, что Мехтиев лично руководил поисками преступников, участвовал в их преследовании и даже вступал в перестрелку. За задержание особо опасных преступников был награждён орденом Трудового Красного Знамени.
Уже в декабре 1960 года Бахыш Мехтиев входил в число высокопоставленных офицеров милиции, принимал участие в операциях совместно с министром внутренних дел республики генералом Али Керимовым, а уголовные авторитеты узнавали его в лицо. Но в 1961 всё ещё служил начальником кировобадской милиции.
На 1964—1967 годы — начальник Управления милиции по г. Баку, полковник.
Сообщают, что во время первого правления Гейдара Алиева (1969—1982) Бахыш Мехтиев не побоялся прямо сказать, «что он думает и как он к нему относится», но после этого он был мгновенно уволен, что явилось уроком всем остальным чиновникам.
До конца жизни руководил курсами повышения квалификации юристов при министерстве юстиции сначала Азербайджанской ССР, затем независимого Азербайджана.
Похоронен рядом с могилой жены в Гяндже.

## Семья
- Жена  —  Назакет Али гызы Мехтиева в девичестве ? (1934—1987)[31]
  - Дочь  — Зейнаб Бахыш гызы Мехтиева (?—1993)[31]
    - Внук — Сеид Бахыш оглы Мехтиев (?—1993)[31]

## Награды
Ряд источников называют Б. М. Мехтиева "Героем Советского Союза". Осенью 1944 года его действительно представляли к этому званию, но вместо него он получил  Орден Суворова III степени.  Кроме того до ареста был награждён ещё 13 правительственными наградами, из которых точно известны 6. Есть не подтверждённые данные о присвоении Мехтиеву во время войны ордена Ленина.
- 15.02.1943 — Медаль "За боевые заслуги"[34]
- 4.04.1943 — Орден Красного Знамени[34]
- 1.10.1943 — Орден Красной Звезды[34]
- 4.12.1943 — Орден Отечественной войны I степени[34]
- 17.05.1944 — Орден Красного Знамени[34]
- 17.10.1944 — Орден Суворова III степени[34]
- 28.09.1945 — Медаль «За победу над Германией в Великой Отечественной войне 1941—1945 гг.»[16]
- до 1961 — Орден Трудового Красного Знамени[27]

Обложка книги Б. М. Мехтиева

## Мемуары
- Мехтиев Б. М. 223-я Краснознаменная Белградская. — Баку: Азернешр, 1983. - 286 с
- Mehdiyev  B. 223-cü Qırmızı Bayraqlı Belqrad atıcı diviziyası. — Bakı, 2000, 275 səh.
- Мехтиев,  Б. 223. Београдска-носилац  ордена цровене заставе. — Београд: Азенешр,  2012. 263 c. [перевод на сербский]

## В искусстве
- Cəmşid Əmirov. Qara "Volqa". Bakı: Azərnəşr, 1966, 312 səh, переиздание 1969, 312 səh. Джамшид Амиров. «Гара Волга» (Чёрная Волга), 1966, детективный роман, в котором Б. М. Мехтиев был прототипом одного из героев по имени Бахыш Бахышев[31].
- Фильм "Чёрная Волга" . Режиссёр: Эльшан Мамедов, Азербайджанское телевидение: 1994, Актёры: Расим Балаев, Насир Садыхзаде, Лалезар Мустафаева, Фуад Поладов, Надир Азмамедов, Ш. Шыхнабиева, Мухтар Маниев. По мотивам одноимённого романа. В фильме герой по имени Бахыш Бахышев назван "полковник Джаванширов", и исполнил эту роль Народный артист Азербайджанской ССР Расим Балаев.
- Игорь Губерман. Штрихи к портрету. (1994). Один из героев романа рассказывает историю про восстание на железнодорожной стройке «далеко за Воркутой»: разоружение охраны в банный день, захват зоны, общее построение и призыв идти освобождать заключенных других лагерей, отчаянный марш-бросок на Воркуту, расстрел беглецов с воздуха. Руководитель восстания — полковник Мехтеев, азербайджанец, Герой Советского Союза. По словам рассказчика Мехтеев не погибает, а остаётся жив[1].

### Рекомендованные источники
- Илья Гольц. По дорогам и ухабам жизни: последний меньшевик. — Иерусалим: Лира, 2003. 424 с.
- Мальцев О. М.. Поход за Дунай: роман-хроника. — Баку: Азернешр, 1960. – 420 с.
- Şəmistan Nəzirli. Azərbaycan generalları. — Bakı: Gənclik, 1991, 208 səh
- Малумян А. Июль пятьдесят третьего / пер. с фр. Л. Новиковой // Воля : Журн. узников тоталит. систем. – 1997. – № 6–7. – С. 127–135.

## Комментарии
1. ↑  Возможные ошибки транскрипции и опечатки: Бахищ, Бахши и Мехтеев.
2. ↑  По другим, нуждающимся в проверке, сведениям, окончил среднюю школу в Лагиче[3].
3. ↑  В наградном листе[7] над словом «капитан» карандашом написано «майор», то есть, вероятно, к концу сентября уже было присвоено новое звание.
4. ↑  Б. Бурлак пишет, что Мехтиева продолжал поддерживать «друг по академии генерал Морозов»[17]. Вероятно, речь идёт о Герое Советского Союза генерал-майоре В. Д. Морозове, арестованном «31 декабря 1947 года <…> органами военной контрразведки за отдельные критические высказывания в частных разговорах»[18], «о которых он толком и не помнил»[19].
5. ↑  «…получил двадцать пять лет за критическое отношение к „папе и маме“, то есть к усатому бандиту»[20].
6. ↑  Это сообщение сопровождается абсолютно легендарными сведениями о причинах и обстоятельствах его освобождения. По-видимому, со слов самого Мехтиева Гольц пишет, что Мехтиев незадолго до окончания войны был адъютантом маршала Толбухина, а жена Мехтиева, якобы, была одноклассницей и близкой подругой жены маршала. Она жила в Москве и ежемесячно присылала посылки мужу. [Это не совпадает с биографическими данными ни Мехтиева (он женился после освобождения), ни Толбухина (он женился в 1923, то есть его жена, а значит и её одноклассница, старше Мехтиева лет на 15)]. Воспользовавшись высокими знакомствами, жена Мехтиева добилась его освобождения сразу после смерти Сталина. Далее Гольц сообщает, что военкомате Воркуты Мехтиева известили, что он восстанавливается в звании и ему возвращаются все боевые награды. «И в своём полковничьем обмундировании, накануне своего отъезда из Воркуты, Мехтиев подошёл попрощаться со своими товарищами»[21]. Однако следует учесть, что сходные воспоминания, относящиеся к этому же времени, есть и о другом заключённом Речлага, И. М. Доброштане. По словам оуновца Мирона Амброзевича, в июле-августе 1953 года Доброштан был в лагпункте «Сорань». Во время забастовки Игорь Доброштан взял на себя переговоры с начальством. Его неожиданно опознал один из членов комиссии, полковник, как выяснилось, он был командиром Доброштана на фронте. Полковник обратился к Доброштану: «„Егорушка, это ты?“ <…> Доброштан требовал, чтобы его перевели в другой лагерь. „Никуда тебя переводить не будем, — сказал полковник. — Поедешь с нами“. Через два дня Игорь пришёл к нам прощаться в форме старшего лейтенанта»[24].